# Ion Răducanu (deputat)
Ion Răducanu (n. 24 iunie 1949, Turcinești, România) este un deputat român, membru al Partidului Social Democrat, ales în județul Timiș la alegerile din 2012.